# Claudia Cesarini
Claudia Cesarini (Roma, 4 agosto 1986) è una pentatleta italiana.
Nel 2012 ha partecipato ai Giochi olimpici di Londra, concludendo la gara in venticinquesima posizione.

Nel 2016 ha partecipato ai Giochi olimpici di Rio de Janeiro, concludendo la gara in ventitreesima posizione.